# The Oregon Trail (cinessérie)

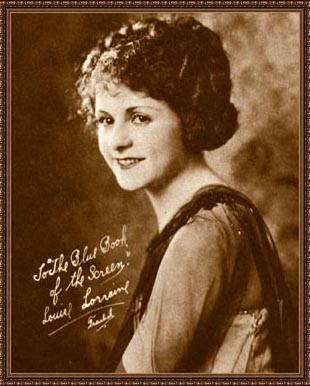
Louise Lorraine, protagonista do seriado.

The Oregon Trail (br: Na Pista do Oregon ou A Pista do Oregon) é um seriado estadunidense de 1923, gênero Western, dirigido por Edward Laemmle, em 18 capítulos, estrelado por Art Acord e Louise Lorraine. Produzido e distribuído pela Universal Pictures, veiculou nos cinemas estadunidenses a partir de 12 de março de 1923.
Este seriado é considerado perdido.

## Elenco
- Art Acord … Jean Brulet
- Louise Lorraine … Rosita Velázquez
- Duke R. Lee … Dr. Marcus Whitman
- Jim Corey … Rene Coulier
- Burton Law … Rev. Henry Spaulding (creditado Burton C. Law)
- Sidney De Gray … Hernandez Velázquez
- Ruth Royce … Narcissa Prentiss
- Grace McLean … Mrs. Spaulding
- Dick Carter … Dr. William Gray
- Walter Bytell
- William Ryno (creditado William H. Ryno)
- Frederick Peters
- Rex the Dog … Jerry (creditado Rex the Wonder Dog)
- Fleetwood the Horse … Fleetwood (cavalo de Jean)
- Hank Bell … Trapper (não-creditado)

## Capítulos
1. Westward Ho
2. White Treachery
3. Across the Continent
4. The Message of Death
5. The Wagon of Doom
6. Secret Foes
7. A Man of God
8. Seeds of Civilization
9. Justice
10. The New Era
11. A Game of Nations
12. To Save an Empire
13. The Trail of Death
14. On to Washington.
15. Santa Fe
16. The Fate of a Nation
17. For High Stakes
18. Victory

Fonte: 